# Chimantaea huberi
Chimantaea huberi là một loài thực vật có hoa trong họ Cúc. Loài này được Steyerm. mô tả khoa học đầu tiên năm 1984.